# Füzesi József (festő)
Füzesi József (Komló, 1966. július 21. −) magyarországi cigány festőművész.

## Életútja, munkássága
A komlói születésű Füzesi József Dombóváron telepedett le. Festői alkotói korszaka 1996-ban kezdődött. Kezdetben temperával dolgozott, majd Orsós Teréz festőnő megtanította az olajfestésre, így leginkább olajjal fest farostlemezre vagy vászonra. Szívesen fest tájképeket, csendéleteket és portrékat, de leginkább a cigányok múltbeli és jelenlegi életmódját és érzelmeit festi meg, így az ő képei néprajzi vonatkozásban is értéket hordoznak. Stílusirányát tekintve a naiv művészek közt tartják számon. 1997 óta kiállító művész, első kiállítása Pécsett volt, majd ezen első kiállítást több pécsi és egy komlói tárlat követte. Az 1990-es évek végén kapcsolódott be a cigány képzőművészek alkotótábori munkájába, és részt vett csoportos kiállításokon. 2002-ben Budapesten, a Roma Parlament Társalgó Galériájában mutatta be képeit, az Új vadak festője címen. Cigánysors : a cigányság történeti múltja és jelene I. : a 2003., 2004. és 2005. év szeptemberében Pécsett, a Rácz Aladár Cigány Közösségi Házban megtartott Cigányság történeti múltja és jelene, különös tekintettel a dél-dunántúli régióra című konferenciák válogatott előadása (Pécs, 2005) című kötet borítófedelének illusztrációja Füzesi József munkáját dicséri. Képeket őriz tőle a Cigány Ház közgyűjteménye.
Beválogatták képeit a cigány festők tematikus tárlataira, valamint életrajzát, és a válogatott képeit megjelentették a 2009-es Cigány festészet című reprezentatív albumban, ebben az albumban közvetlenül a cigány életmódhoz kapcsolódó épületek, eszközök, emberek, érzelmek, családi kapcsolatok ábrázolása szerepel Füzesi Józseftől.

## Képei a 2009-es Cigány festők című albumból
- Templom (olaj, üveg, 47x51 cm);
- Esti fürdetés (olaj, farost, 48x40 cm, 2001);
- Szabadidő eltöltése (olaj, farost, 80x60 cm, 2001);
- Családi pihenés (olaj, farost, 46x46 cm, 2001);
- Letelepedés (olaj, farost, 80x40 cm, 2001);
- Ágyban fekvő nő (olaj, farost, 35x60 cm, 2001);
- Remény (olaj, vászon, 40x50 cm, 2001);
- Fotózás (olaj, farost, 80x40 cm, 2002);
- Vándorlás (olaj, farost, 80x60 cm, 2003).[1]

## Kiállításai (válogatás)

### Egyéni
- 1997 • Pécs • Komló
- 2002 • Újvadak festője, Roma Parlament Társalgó Galéria, Budapest

### Csoportos
- 2003 • Kortárs roma vallásos művészet, Cigány Ház, Budapest • Cigány Ház közgyűjteménye, Művészetek Völgye, Kapolcs